# Contea autonoma di Subei
La contea autonoma di Subei (肃北蒙古族自治县S, Sùběi Měnggǔzú ZìzhìxiànP) è una contea autonoma della Cina, situata nella provincia del Gansu.
La contea è abitata in maggioranza da han e da mongoli.